# Nyiri István (építész)
Nyiri István (Cegléd, 1902. május 10. – Budapest, 1955. augusztus 31.) Ybl Miklós-díjas építész, a magyar avantgárd építészet kiemelkedő alkotója.

## Életpályája – munkássága
Apja, Nyiri István építésvállalkozó, az első világháborúban, 1915-ben Odessza mellett egy fogolytáborban halt meg. Négy fiúgyermek maradt utána árván, köztük István volt a legidősebb. Nyiri István egyetemi tanulmányait a Budapesti Királyi József Nádor Műegyetemen kezdte el, majd – a gyorsabb befejezés érdekében – átiratkozott a Felső Építőipari Iskolába. Tanulmányainak befejezése után 1932-ig Wälder Gyula tervező irodájában dolgozott egészen önállósodásáig. Itt ismerkedett meg Lauber Lászlóval is.
1933–1934 között nyitott közös irodát a vele majdnem egyidős Lauber Lászlóval, aki 1902. május 21-én született. Irodájuk Budapesten az V. kerületi Párisi utca 2. szám alatt működött 1944. decemberéig, amikor az épületet bombatalálat érte. Ezen időszak alatt számos épületet terveztek közösen, melyek meg is valósultak. Többek között: Budapest XII. Kékgolyó utca 10. lakóház, Németvölgyi udvari lakóház, (ma: Hollósy Simon utca), Pénzintézeti Központ a Szabadság téren, Pécsi Kikelet-szálló a Mecsekben stb. A második világháború előtti – 1933–1944 között – időben a „Lauber László – Nyiri István” név az építész szakmában összeforrt és fogalommá vált.
Szakmája mellett feleségével gazdálkodó tevékenységet is folytattak a Nógrád vármegyei Lőrinci községhez tartozó földbirtokán. A földvásárlási joghoz még mint „hadiárva” jutott a két világháború között.
1945 után – feleségével – folytatta gazdálkodói tevékenységét a maradék 43 kh. területű gazdaságban. Az államosítások során 1951-ig bezárólag a birtoktól megfosztották, mely területen alakították ki a Gödöllői Agrártudományi Egyetemhez tartozó egyik mintagazdaságot.
1948 őszén Benkhard Ágost hívta a Posta Vezérigazgatóság Magasépítési Osztályára. Ebből az osztályból jött létre az Állami Mélyépítés-tudományi Intézet (ÁMTI), majd a Közlekedésüzemi Épülettervező Vállalat, melynek keretei között – Főépítészi beosztása mellett – tervezési munkát is végzett, 1955-ben bekövetkezett haláláig.
Erre az időszakra tehető az 1948-49-ben felépült – általa tervezett – Erzsébet tér autóbusz-pályaudvar épülete, mely a korszak egyik legjobban sikerült középülete volt. (Jelenleg műemléki védettség alatt áll). 1949-ben tervezte a Csepeli Postát Félix Vilmossal és 1952-ben az ÁMTI – később UVATERV-MÉLYÉPTERV – székházát a Budapest V. Vigadó téren. 1953-ra tehető – a Gergely Istvánnal közösen tervezett – Tiszalöki vízlépcső megvalósítása. A Földalatti Vasút Népstadion állomás építése „szocreál” stílusban még 1952-ben megkezdődött. A megvalósult felszíni épületek már nem Nyiri tervei szerint készültek.

## Munkái

### 1933 – 1944
(Lauber Lászlóval közösen tervezett épületek)
- 1933. Lakóház. Budapest I. Iskola utca 2-4. (Lauber Lászlóval)
- 1933-1934. Lakóház. Budapest XII. Kékgolyó utca 10. (Lauber Lászlóval)
- 1933-1934. Lakóház. Budapest XII. Gébics utca 6a-6b. (Lauber Lászlóval)
- 1934. Lakóház. Budapest XII. Németvölgyi udvar. Ma: Hollósy Simon utca (Lauber Lászlóval)
- 1934. Lakóház terv. Budapest XI. Cseteki utca. (Lauber Lászlóval)
- 1935. Lakóház. Budapest XI. Budaörsi út 27. (Lauber Lászlóval)
- 1935. Családi ház. Budapest XII. Deres utca 4. (Lauber Lászlóval)
- 1935-1937. PÉCS. Mecsek. Kikeletszálló. (Lauber Lászlóval és Nendtvich Andorral)
- 1936. Lakóház. Budapest I. Szabó Ilonka utca 57 és Jácint utca 3. (Lauber Lászlóval)
- 1936. Szent Domonkos Rendház bővítés. Budapest XIV. Thököly út 58a. (Lauber Lászlóval)
- 1936. Futúra Rt. bérházának tanulmányterve. Budapest VIII. Rákóczi út 65. (Lauber Lászlóval)
- 1936. Magyar Lovaregylet bérháza. Budapest V. Szép utca 3. (Lauber Lászlóval)
- 1936. Lakóház. (átépítve). Budapest V. Irányi utca 8 és Kéményseprő utca 3. (Lauber Lászlóval)
- 1937. Budapest V. Szép utca 3. (Lauber Lászlóval)
- 1937-1938. (elpusztult) Budapest V. Váci utca 68. (Lauber Lászlóval)
- 1938. Nyíri István családi háza. Budapest XI. Zólyomi út 41. (Lauber Lászlóval)
- 1938-1940. Pénzintézeti Központ. (1937-ben tervpályázaton nyert). Budapest V. Szabadság tér 5-6. (Lauber Lászlóval)
- 1939-1940. Tabáni gyógyszálló pályaterve. (Lauber Lászlóval)
- 1940. Budapesti Városháza tervpályázat. II. díj. (Lauber Lászlóval)
- 1940-1941. Telefongyár székház. Budapest XIV. Hungária krt. 128. (Lauber Lászlóval)
- 1942. Lakóház. Budapest XI. Vincellér utca 26a. (Lauber Lászlóval)
- 1942. Szőlőskert Borértékesítő és Fogyasztási Szövetkezet. Budapest Jókai utca ?. (Lauber Lászlóval)
- OTI rendelőintézet terve (Lauber Lászlóval)
- 1943. Családi ház. ?.

### 1948 – 1955
(Állami tervezőirodai időszak)
- 1948-1949. MÁVAUT autóbusz-pályaudvar. Budapest V. Erzsébet tér. (műemléki védettség)
- 1949. Csepeli Posta. (Félix Vilmossal)
- 1950. Földalatti vasút. Stadion állomás. I. változat.
- 1950-1952. Hatvani pályaudvar. (Nagy Béla Zoltánnal)
- 1951-1953. Földalatti vasút. Stadion állomás.
- 1952. ÁMTI (UVATERV) székháza. Budapest V. Vigadó tér
- 1953. Földalatti vasút. Blaha Lujza téri állomásépület vázlatterve.
- 1953. Építőipari Egyetem tervpályázat. III. díj. (Nagy Béla Zoltánnal, Félix Vilmossal és Gergely Istvánnal.
- 1953. Tiszalöki vízlépcső. (Gergely Istvánnal).
- 1954-1955. Lágymányosi lakótelep beépítési terv. (modell)

## Képgaléria

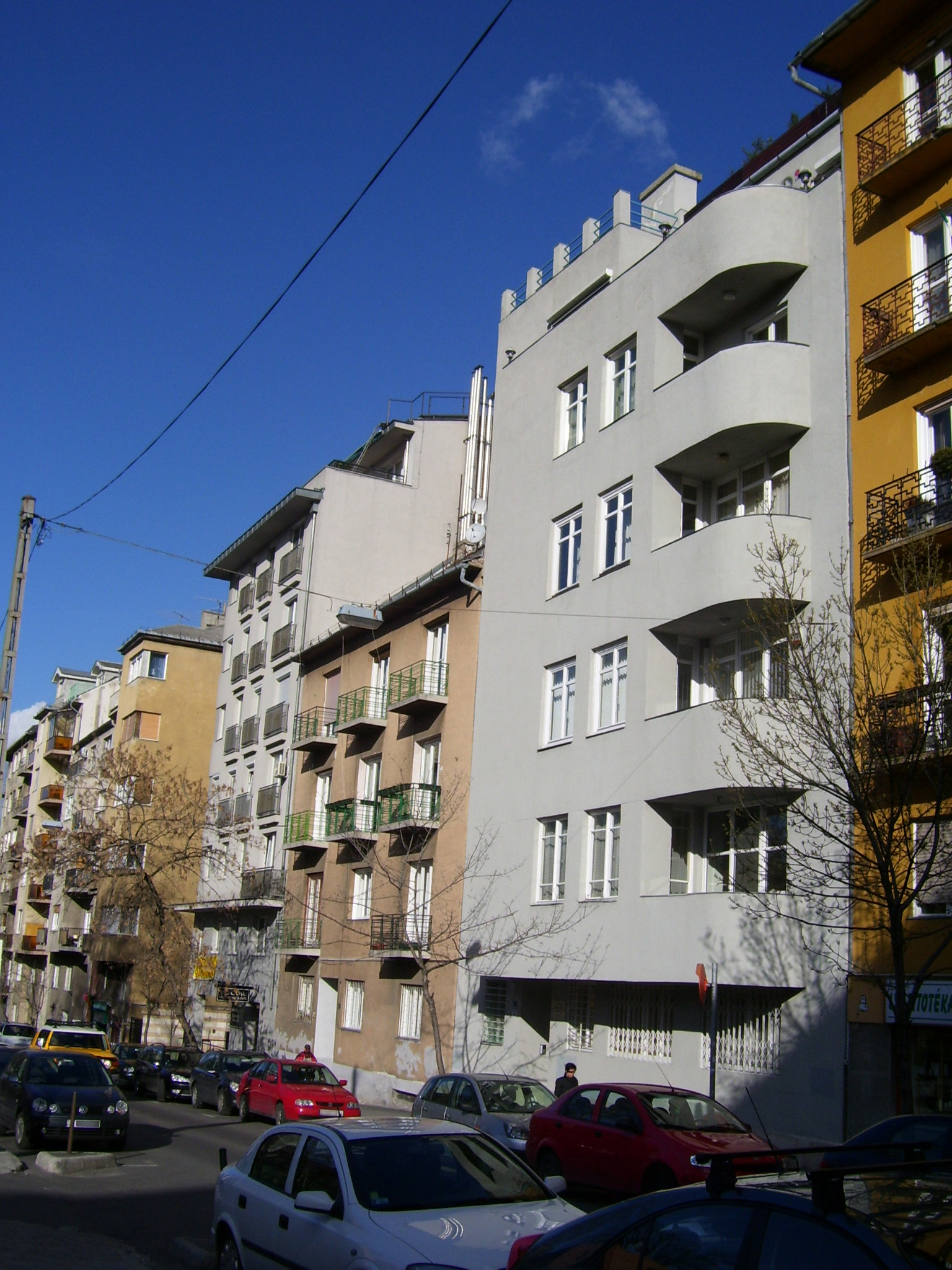
Kékgolyó utca 10. lakóház (2008-ban) 1933-1934.
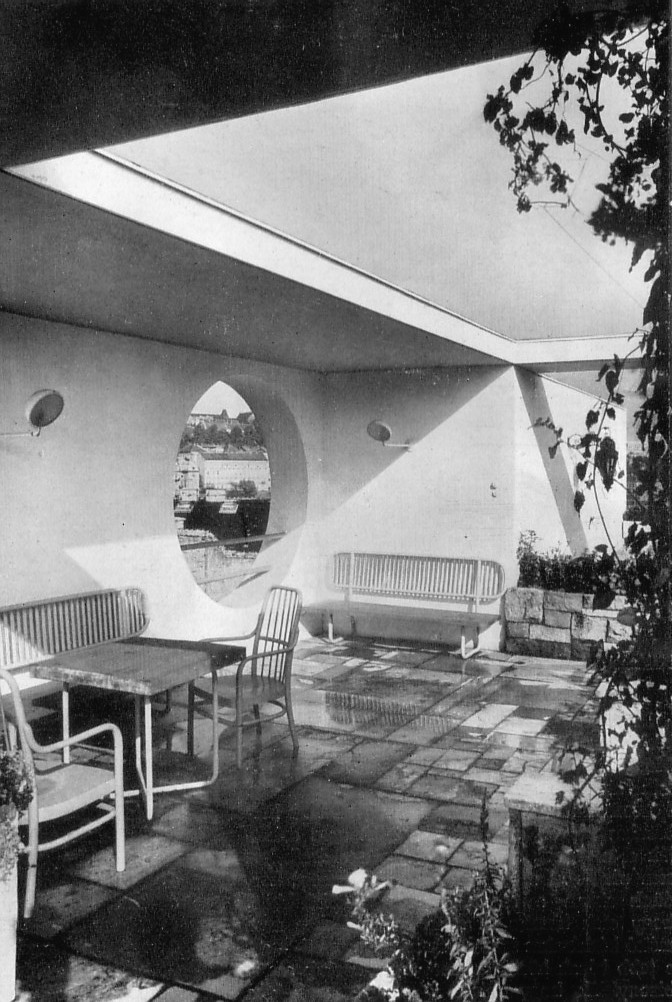
Kékgolyó utca 10. tetőterasz 1933-1934.
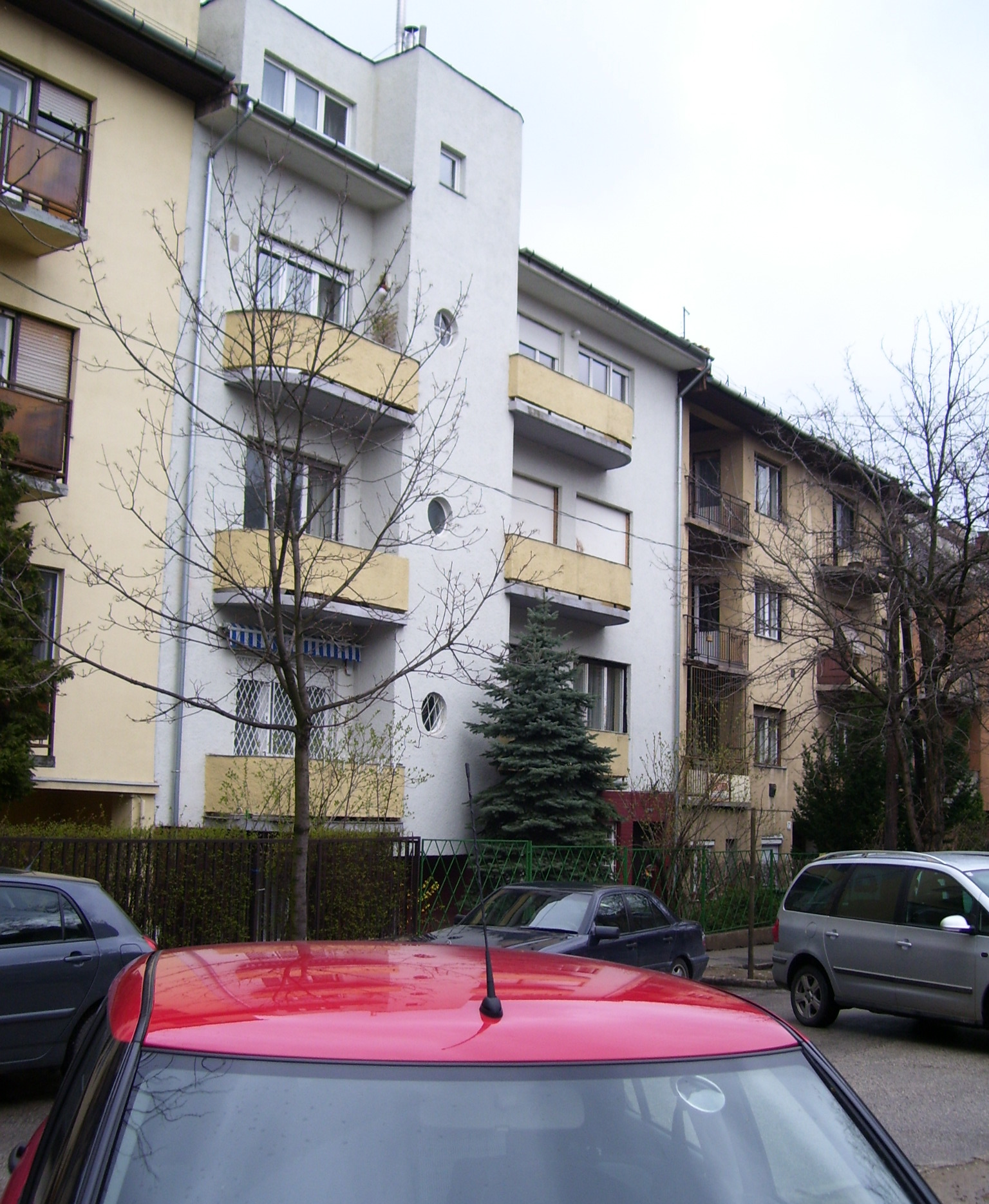
Németvölgyi udvar Hollósy Simon utca 1934.(2008-ban)
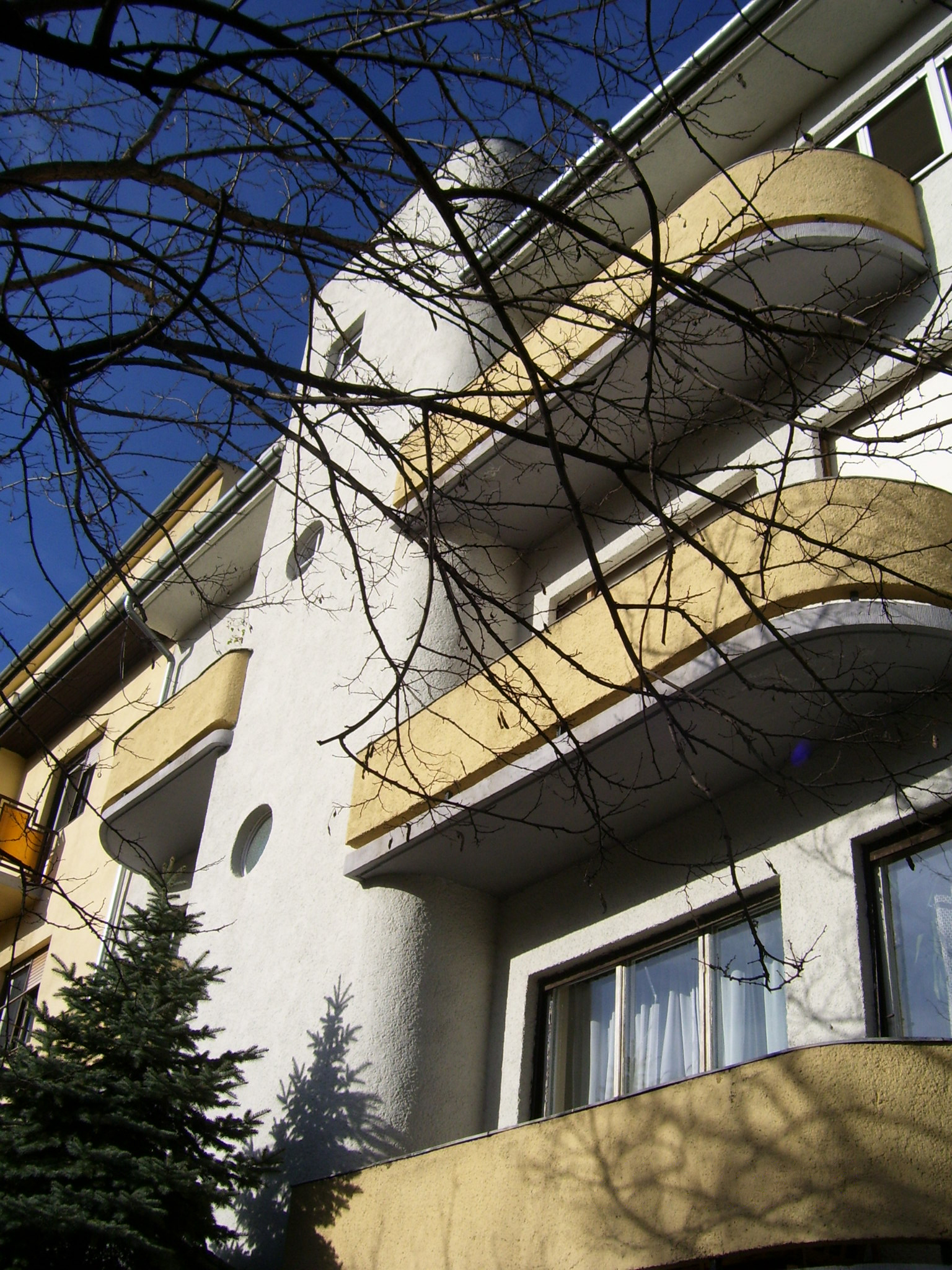
Németvölgyi udvar lakóház részlet 1934.(2008-ban)
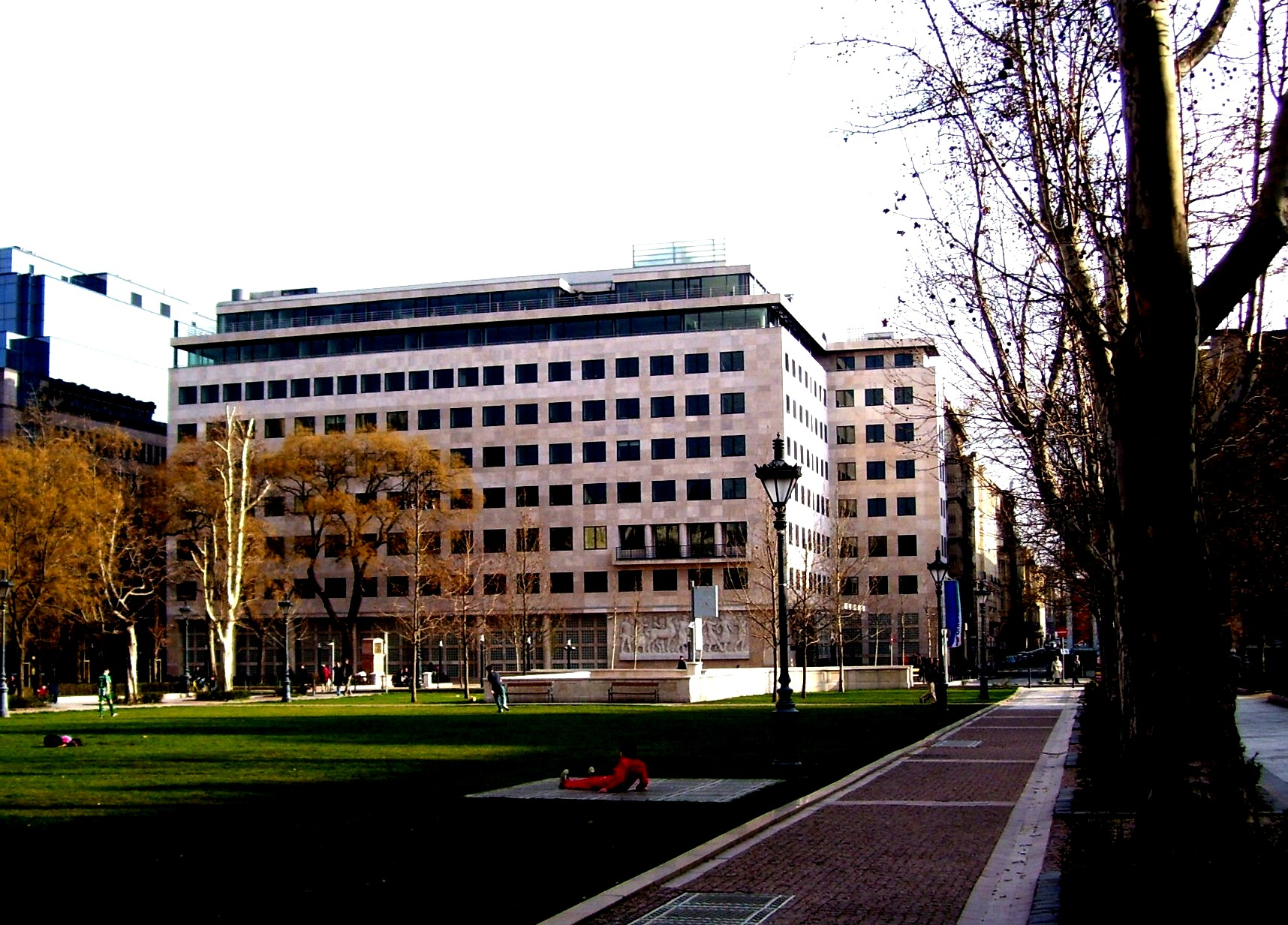
Pénzintézeti Központ 1938-1940.(2008-ban)
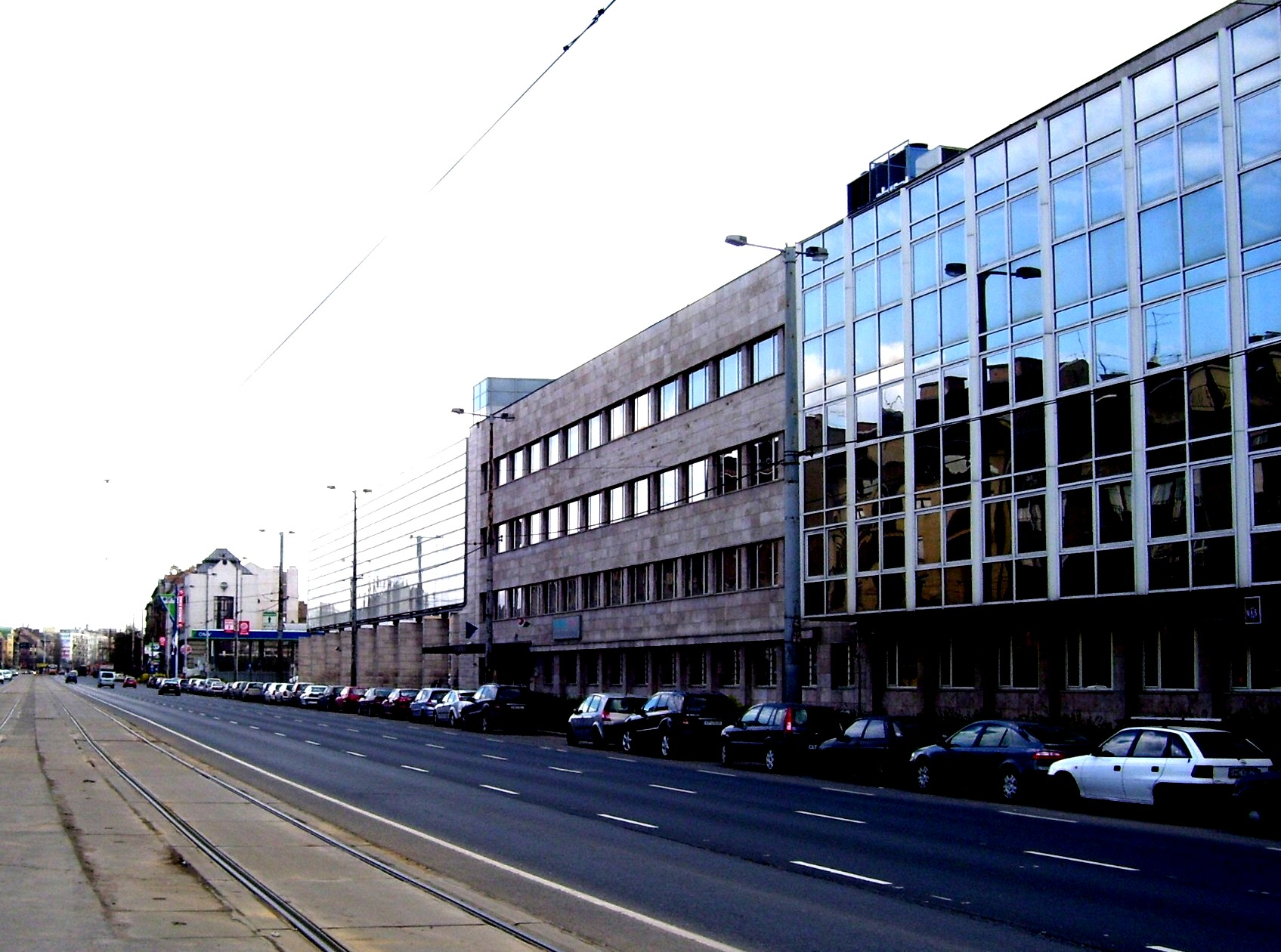
Telefongyár székháza Hungária krt. 1940-1941.(2008-ban)
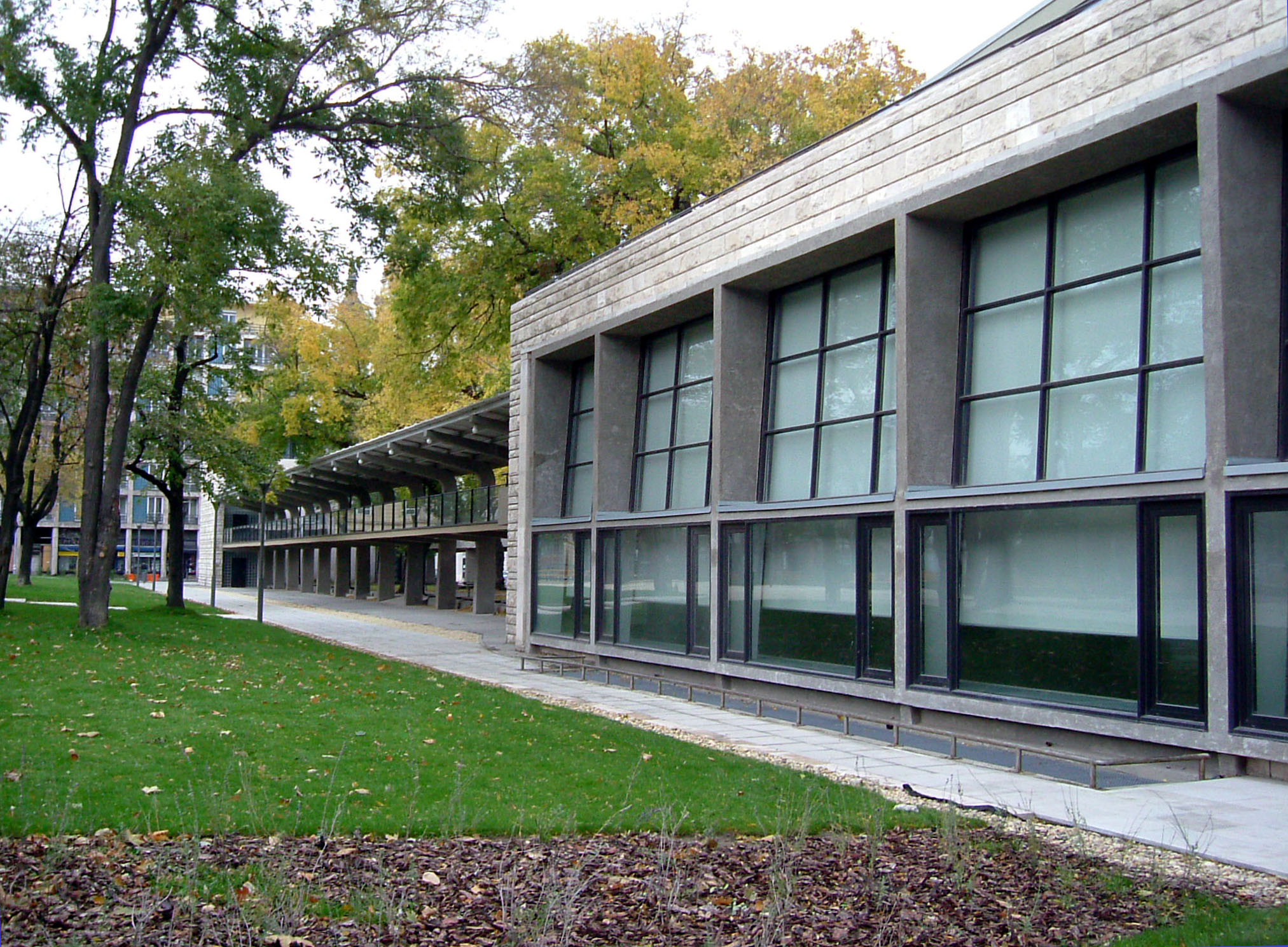
MÁVAUT autóbusz-pályaudvar 2006-ban

## Emlékezete
- Nyíri István építészeti kvalitását a modern – 20. századi – építészetben betöltött szerepét szűk szakmai körben ismerik.
- A második világháború után, 1953-ban megkapta az Ybl Miklós-díj I. fokozatát a "Háború előtti életművéért"
- Az örökösök – Nyiri Mária, Nyiri Vera és Nyiri Péter – a Magyar Építészeti Múzeumra hagyták édesapjuk, így részben Lauber László munkásságát is dokumentáló terv és fotóanyagot.
- Születésének 100. évfordulója alkalmából megemlékeztek szakmai munkásságáról. (ÉPÍTÉSZFÓRUM: "100 éve született Nyíri István építész" 2002-05-09)
- A (félt)múlt építészete: Építészet és tervezés Magyarországon 1945-1959. (Örökség Galéria kiállítása 2006. szeptember 15-étől december 1-jéig)
- LAUBER LÁSZLÓ (1902-1953) és NYIRI ISTVÁN (1902-1955) építészek emlékkiállítása. HAP Galéria 2008. október 21. – 2008. november 21.

## Források

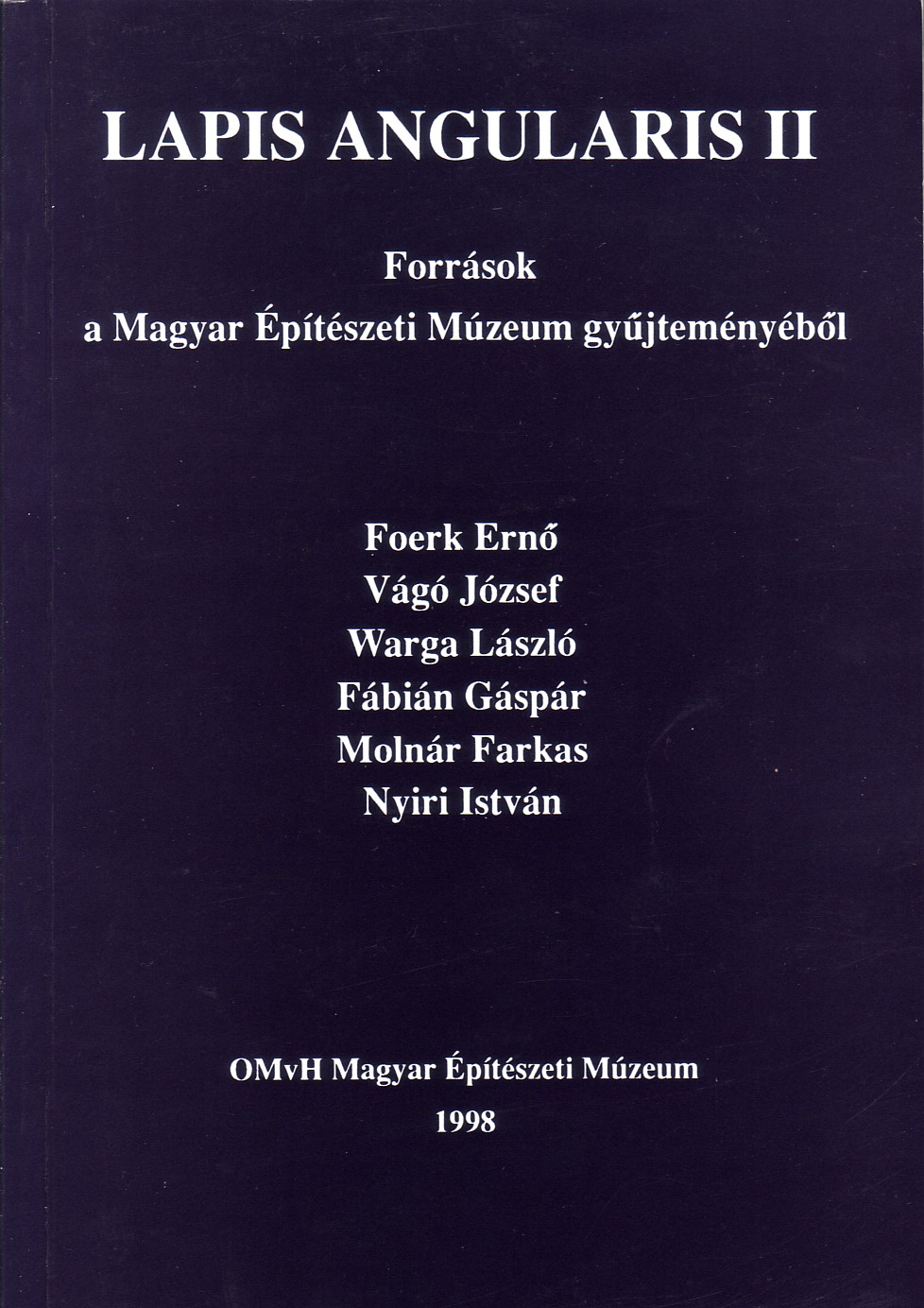
könyvboritó